# Johann Ludwig Persch
Johann Ludwig Persch (* 7. Februar 1873 in Kassel; † 6. März 1947 in Melsungen) war Abgeordneter des Provinziallandtages der preußischen Provinz Hessen-Nassau.

## Leben
Johann Ludwig Persch war der Sohn des Schneiders Johann Georg Persch und dessen Gemahlin Dorothea Kehn. Nach seiner Schulausbildung erlernte er den Beruf des Schriftsetzers und engagierte sich politisch. Er trat der SPD bei und erhielt 1920 ein Mandat für den Kurhessischen Kommunallandtag des Regierungsbezirks Kassel, aus dessen Mitte er zum Abgeordneten des Provinziallandtages der Provinz Hessen-Nassau bestimmt wurde. Persch blieb bis 1928 in den Parlamenten. 